# Campo algebricamente chiuso
In matematica, un campo algebricamente chiuso è un campo {\displaystyle \mathbb {F} } in cui ogni polinomio non costante a coefficienti in {\displaystyle \mathbb {F} } ha una radice in {\displaystyle \mathbb {F} } (cioè un elemento {\displaystyle x} tale che il valore del polinomio in {\displaystyle x} è l'elemento neutro dell'addizione del campo).
Ad esempio, il campo dei numeri reali non è algebricamente chiuso, perché l'equazione polinomiale
{\displaystyle 3x^{2}+1=0}
non ha soluzioni nei reali, anche se entrambi i suoi coefficienti (3 e 1) sono reali. Al contrario, il campo dei numeri complessi è algebricamente chiuso: questo è ciò che afferma il teorema fondamentale dell'algebra.

## Proprietà equivalenti
Un modo comune di esprimere il fatto che un campo {\displaystyle F} è algebricamente chiuso è attraverso la riducibilità dei suoi polinomi: {\displaystyle F} è algebricamente chiuso se e solo se ogni polinomio {\displaystyle p(x)} di grado {\displaystyle n\geq 1} può essere decomposto come {\displaystyle p(x)=K(x-x_{1})\cdots (x-x_{n})}, dove {\displaystyle x_{1},\ldots ,x_{n}} sono elementi di {\displaystyle F}. Gli {\displaystyle x_{i}} sono precisamente gli elementi del campo che annullano {\displaystyle p(x)}. Equivalentemente, {\displaystyle F} è algebricamente chiuso se e solo se gli unici polinomi irriducibili sono quelli lineari.
Dalla definizione segue anche che un campo è algebricamente chiuso se e solo se non possiede estensioni algebriche proprie, o se e solo se non possiede estensioni finite proprie.

## Cardinalità
Si noti che nessun campo algebricamente chiuso può essere finito. 
Supponiamo che esista un campo {\displaystyle (K,+,\times )=\{0_{K},1_{K},k_{1},\ldots ,k_{n}\}} con {\displaystyle n+2} elementi (con {\displaystyle 0_{K}} elemento neutro e {\displaystyle 1_{K}} unità) algebricamente chiuso; prendiamo allora il polinomio {\displaystyle p(x)=x(x-1_{K})(x-k_{1})\ldots (x-k_{n})+y}, con {\displaystyle y\in K:y\neq 0_{K}} e {\displaystyle \deg(p)=n+2\geq 1}. 
Risulta automatico che per ogni {\displaystyle x\in K,} si ha {\displaystyle p(x)=y\neq 0_{K}} e quindi {\displaystyle K} non può essere algebricamente chiuso, perché esisterebbe almeno un polinomio irriducibile a coefficienti in {\displaystyle K} di grado maggiore o uguale a 1.
È anche interessante notare come questa dimostrazione risulti analoga alla dimostrazione del teorema dell'infinità dei numeri primi in {\displaystyle \mathbb {N} }, in quanto equivalente ad affermare che esistono infiniti elementi irriducibili in {\displaystyle K[x]} per un campo {\displaystyle K} arbitrario.
Non è necessaria una cardinalità superiore ad {\displaystyle \aleph _{0}}, basti prendere l'insieme dei numeri algebrici su {\displaystyle \mathbb {Q} } in {\displaystyle \mathbb {C} } la cui cardinalità è uguale a quella di {\displaystyle \mathbb {Q} } che è numerabile.

## Chiusura algebrica
Ogni campo {\displaystyle F} può essere incluso in un campo {\displaystyle K} algebricamente chiuso che è, in un certo senso, "il più piccolo" campo algebricamente chiuso che lo contiene: più precisamente, tale che nessun campo intermedio tra {\displaystyle F} e {\displaystyle K} è algebricamente chiuso o, equivalentemente, tale che {\displaystyle K} è algebrico su {\displaystyle F}. In questo caso, {\displaystyle K} è detto una chiusura algebrica di {\displaystyle F}: due chiusure algebriche di {\displaystyle F} sono sempre tra loro isomorfe, sebbene non sia possibile in genere stabilire un isomorfismo canonico tra due chiusure algebriche (astratte) di {\displaystyle F}. Per dimostrare questa proprietà è necessario usare il lemma di Zorn.
Ad esempio, il campo dei numeri complessi è una chiusura algebrica del campo dei numeri reali, ma non è la chiusura algebrica dei numeri razionali, che è invece il campo dei numeri algebrici.